# كارنول

شعار البلدية

كارنول (Carnoules) بلدية فرنسية تقع في فار جنوب شرق فرنسا .

## أعلام
- روبرت بلان